# Ediciones Atalanta
Ediciones Atalanta es una editorial española de carácter privado con sede en Vilaür. Fue fundada el 5 de octubre de 2005 por el editor Jacobo Siruela y su esposa, la periodista y fotógrafa Inka Martí.

## Catálogo

### Colecciones principales
Atalanta, denominación creada a partir del antiguo mito griego, viene representada por cuatro colecciones que simbolizan la «Brevedad», la «Memoria», la «Imaginación» y la «Naturaleza».

#### Ars brevis
Parafraseando a Shakespeare, «la brevedad es el alma del ingenio», se busca a través de esta colección «obras breves con prólogos largos». Abarcando toda época y lugar, se condensa la esencia literaria del autor con la mayor intensidad posible. Se incluyen en ella autores y antologías como Joseph Conrad, Vivant Denon, Apuleyo, Vernon Lee, H. G. Wells, D. H. Lawrence, Iván Turguénev, Thomas de Quincey, Oscar Wilde, la Dama Sarashina, Heinrich von Kleist, Alejo Carpentier, Naiyer Masud, Eliot Weinberger, una antología sobre vampiros, Salvador Elizondo, Liudmila Petrushévskaia, Francisco Tario, Felisberto Hernández, George MacDonald, José Bianco, una Antología universal del relato fantástico, Robert Aickman, una antología sobre el espejo, Franz Kafka, Junichiro Tanizaki, W. Somerset Maugham, una antología sobre el decadentismo, Yasutaka Tsutsui, Nicolás Gómez Dávila, Ednodio Quintero, Juan Rodolfo Wilcock, Roger Caillois o Alberto Chimal.

#### Memoria mundi
Se centra en recuperar la gran memoria del mundo que se extiende a través de veinticinco siglos. Grandes libros asiáticos, grandes civilizaciones perdidas, pequeñas joyas olvidadas. En ella encontramos obras y autores como el Genji Monogatari, el Yijing, Ivan Morris, Richard Tarnas, Michio Kaku, Winifred Gérin, León Tolstói, Nicolás Gómez Dávila, el Rāmāiana, Jean Gebser, el Jin Ping Mei, Alain Daniélou, Edward Gibbon, Giacomo Casanova, Matsuo Bashō, Lama Anagarika Govinda, Leonardo da Jandra, Octavio Paz, Las mil y una noches, Peter y Elizabeth Fenwick, Jacobo Siruela, la Bhagavad-gītā, Arthur Rimbaud, Jordi Esteva, J. F. Martel, Henryk Skolimowski, Juan Arnau, Sonu Shamdasani, Jeremy Naydler, E. F. Schumacher, las Upaniṣad, Peter Kingsley, Jeffrey J. Kripal, José Joaquín Parra Bañón, Bernardo Kastrup, Algis Uždavinys, David Fideler, René Adolphe Schwaller de Lubicz, el Diálogo del diamante seguido del Diálogo del corazón, Pitágoras, Joseph Campbell, Jakob Böhme o Mario Praz.

#### Imaginatio vera
Esta colección quiere ofrecer una nueva perspectiva sobre los más significativos y legítimos ejemplos de toda una serie de obras literarias y espirituales inspiradas en la imaginación. Representan el lenguaje de la poesía, los mitos, las antiguas visiones metafísicas y las experiencias visionarias. Hallamos autores tales como René Daumal, Linda Fierz-David, Michael Maier, Max Ernst, Alain Daniélou, Jacobo Siruela, Inka Martí, Pim van Lommel, Helen Keller, Kathleen Raine, William Blake, George MacDonald, Patrick Harpur, Arthur Zajonc, Remedios Varo, James Hillman, Joscelyn Godwin, Keiron Le Grice, Jules Cashford, Owen Barfield, Tom Cheetham, Joseph Campbell, André Breton, Gary Lachman, Károly Kerényi, Jeffrey Raff, William K. Mahony, Hilma af Klint, Edwin A. Abbott, Charles H. Hinton, Claude Bragdon, Pierre Mabille o Gustav Fechner.

#### Liber naturae
Es una colección íntegramente dedicada a la Naturaleza, desde una nueva óptica holística, a través de sus más variadas facetas. Forman parte de esta cuarta colección autores como Johann Wolfgang von Goethe, Henri Bortoft, Alfred North Whitehead, Jeremy Naydler, Arthur Firstenberg, Stephan Harding, Changlin Zhang, Christian de Quincey o Ernst Zürcher.

### Otras colecciones
Además de las citadas se añaden autores fuera de colección, como Jean-Martin Fortier, y obras dedicadas a la casa nobiliaria española Casa de Alba de Tormes, como El gran duque de Alba, El palacio de Liria y El palacio de las Dueñas.

## Premios
- Premio a la mejor labor editorial por la belleza artesana de la edición literaria, otorgado por el suplemento de La Vanguardia, «Fashion & Arts», el 28 de noviembre de 2019.[19]